# Amphimallon roris
Amphimallon roris é uma espécie de insetos coleópteros polífagos pertencente à família Melolonthidae.
A autoridade científica da espécie é Baraud, tendo sido descrita no ano de 1981.
Trata-se de uma espécie presente no território português.